# Богданова, Алина Олеговна
Алина Олеговна Богданова (до 2023 — Щукина; род. 30 апреля 2001, Большой Камень, Приморский край) — российская волейболистка, нападающая-доигровщица.

## Биография
Начала заниматься волейболом в 11-летнем возрасте в большекаменской спортивной школе у тренеров Е. В. Горбачёвой и В. А. Голубева. До 2017 года выступала за команду Приморского края в детско-юношеских соревнованиях, а также за команду своего города в чемпионате края. С 2017 — игрок владивостокской «Приморочки», в составе которой становилась призёром Кубка Сибири и Дальнего Востока и чемпионата России среди команд высшей лиги «А». С 2019 выступала за «Сахалин» (основной и молодёжный составы), а в 2021 перешла в «Муром», за который играла на протяжении двух сезонов.
В 2023 году заключила контракт с ВК «Спарта» (Нижний Новгород), в составе которого дебютировала в суперлиге чемпионата России. С 2024 — игрок команды «Заречье-Одинцово», с которой выиграла бронзовые награды чемпионата и Кубка России.

### Клубная карьера
- 2017—2019 —  «Приморочка» (Владивосток) — высшая лига «А»;
- 2019—2020 —  «Сахалин»-2 (Южно-Сахалинск) — молодёжная лига;
- 2020—2021 —  «Сахалин»-2 (Южно-Сахалинск) — высшая лига «А»;
- 2021—2023 —  «Муром» (Владимирская область) — высшие лиги «Б» и «А»;
- 2023—2024 —  «Спарта» (Нижний Новгород) — суперлига.
- с 2024 —  «Заречье-Одинцово» (Московская область) — суперлига.

## Достижения
- бронзовый призёр чемпионата России 2025.
- бронзовый призёр розыгрыша Кубка России 2025.
- серебряный призёр чемпионата России среди команд высшей лиги «А» 2018.
- бронзовый призёр розыгрыша Кубка Сибири и Дальнего Востока 2018